# Eric Skjöldebrand
Eric Skjöldebrand, ursprungligen Brander, född 16 november 1722 (enligt annan uppgift 1720) i Köping, död 21 januari 1814 i Stockholm, var en svensk vitterhetsidkare och ämbetsman.

## Biografi
Skjöldebrand studerade i Uppsala och blev 1747 extra ordinarie kanslist i rikets ständers bankokansli och 1748 i Kanslikollegium, där han fann en gynnare i Anders Johan von Höpken. 1753 utsändes han som konsul till Alger och lyckades fånga den nye bejen Ali Paschas synnerliga ynnest, utmärkte sig som duglig ämbetsman och lyckades även genom egna skeppsrederiaffärer grundlägga en förmögenhet. År 1766 återvände han till hemlandet, medförande etnografiska, naturhistoriska och numismatiska samlingar. Han adlades 1767 och erhöll 1769 kommerseråds titel. Skjöldebrand var ledamot av
Kungliga Vetenskaps-Societeten i Uppsala (1757), Musikaliska akademien (1771) samt Kungliga Vitterhets Historie och Antikvitets Akademien (1797).
De sista femton åren av sitt liv var Skjöldebrand blind. Skjöldebrand var en flitig, men föga lycklig utövare av skaldekonsten, närmast en intresserad dilettant. Redan före utresan hade han utgivit sorgespelet Cleopatra eller ödets och kärlekens egensinnighet (1749). Under vistelsen i Alger fortsatte han sin vittra alstring både på
dramatikens och epikens områden och utgav efter hemkomsten tre arbeten, men, som sonen anmärkt, "han förde med sig språket och smaken sådana de voro vid hans afresa", alltså innan "den stora revolutionen i språket och vitterheten börjades av Creutz och Gyllenborg". Hans nu utgivna arbeten tycktes därför klädda i en "föråldrad och aflagd dräkt". De var sorgespelen Habor och Signild (1767) och Aslög (1775, med förord om tragedin och epopén samt översikt över den svenska dramatiken; ny upplaga 1783), svaga försök i den franskklassiska stilen, av vilken han, trots sin vidsträckta, men orediga beläsenhet även åt andra håll, var en dogmatisk anhängare; samt hjältedikten Gustaviade, som behandlade Gustav Vasas historia (1768; ny upplaga 1796).
Sonen Anders Fredrik Skjöldebrand diktade senare om faderns epos från alexandriner till hexameter i Gustaf Eriksson eller det frälsade Sverige (1822). 1792 utgav Skjöldebrand en avhandling om det
sublima i litteraturen. Uppgiften i Biografiskt lexikon, att han skulle ha författat psalmerna n:r 358 och 365 i Svenska psalmboken, betecknas i Johan Vilhelm Beckman Svensk psalmhistoria som otillförlitlig; den förra är av Gudmund Jöran Adlerbeth, den senare av Frans Michael Franzén. Skjöldebrand utgav även ett par numismatiska avhandlingar.

## Litterära strider
Tragedin Habor och Signild gav anledning till vår första större litterära strid, i det att den blev föremål för en mycket ingående och skarp granskning av Olof Bergklint i "Kongl. bibliotekets tidningar om lärda saker", som framkallade en häftig motkritik från Skjöldebrands sida, varefter följde nya inlägg av mycken skärpa (Skjöldebrand åberopade härvid sina meriter som medborgare och ämbetsman). Det har med skäl sagts, att denna litterära strid var av ojämförligt större betydelse än själva dramat. Detta blev för övrigt parodierat av Gustaf Johan Ehrensvärd i Lindgren och Cajsa (i "Kongl. bibliotekets tidningar om lärda saker"). 
Skjöldebrands hjältedikt framträdde med stora anspråk, och skalden åkallade sånggudinnan, som inspirerat Homeros, Vergilius, Tasso, Milton och Voltaire - de enda, för vilka det lyckats att skriva "Poémes épiques", att låta honom, Gustavs skald, bli satt i sjätte rummet. Emellertid var arbetet ett flitens, inte ett ingivelsens verk, och led dessutom både av konstlade och bombastiska uttryck samt otympligheter i språket. Skjöldebrand utvecklade i Försök om epopée, poéme eller hjeltedikt (1768) sina åsikter om detta diktslag och åberopade bland annat utländska estetiker till förmån för de grundsatser han velat göra gällande i sitt arbete, särskilt användandet av det "merveilleusa" i det historiska. 
Även hans epos blev föremål för skarp kritik från Gustaf Johan Ehrensvärd och Olof Bergklint, vilken senare i en jämförelse med Olof Celsius den yngres hjältedikt Gustaf Vasa försökte påvisa dess underlägsenhet. Det var för övrigt Skjöldebrands Gustaviade och inte, som man antagit, Gustaf Fredrik Gyllenborgs Tåget över Bält, som Kellgren åsyftade, då han i Mina löjen talade om den "Svenske Homerus", som "snarkar i hvarenda rad".

## Övrigt
År 1769 skänkte han en orgel som kostade 3600 daler till Torsåkers kyrka i Södermanland. Orgeln hade fem stämmor och byggdes av orgelbyggaren Jacob Westervik från Stockholm.